# Бурятская (Забайкальский край)
Буря́тская (бур. Буряадай) — посёлок при станции в Могойтуйском районе Агинского Бурятского округа в Забайкальском крае Российской Федерации. Входит в сельское поселение «Ушарбай».

## География
Посёлок расположен вблизи перевала Мир на Могойтуйском хребте, в 12 км к северо-западу от административного центра сельского поселения — села Ушарбай.

## История
Станция была построена в 1901 году при строительстве ветки Тарская — Забайкальск, как западный подход к КВЖД, на 6348 км от Москвы.
Первым колхозом на территории района и Агинского округа, созданным в 1926 году, была коммуна «Ажалчин» (по бурятски — Труженик), организованная по инициативе коммунистов железнодорожной станции Бурятской и села Ушарбай.
С весны 2008 года в районе посёлка проводились работы по спрямлению пути на участке Седловая — Бурятская.

## Население
| 2002 | 2010 | 2021 |
| ---- | ---- | ---- |
| 184  | ↘183 | ↘142 |